# Kishiryū Sentai Ryūsoulger
Kishiryū Sentai Ryūsoulger (騎士竜戦隊リュウソウジャー Kishiryū Sentai Ryuusoujā?) (traducido como Escuadrón de Caballeros Dinosaurio Ryūsoulger) es el título de la 44.ª temporada de la franquicia Super Sentai Series, producida por Toei Company y emitida en TV Asahi desde el 17 de marzo de 2019 al 1 de marzo de 2020, constando de 48 episodios, además de ser la última temporada de la franquicia en ser emitida durante la era Heisei.

## Argumento
Hace 65 millones de años, la inmensamente poderosa Tribu Druidon reinaba sobre la Tierra. los caballeros de la Tribu Ryūsou fueron seleccionados para participar en una campaña de guerra contra su dictadura. Pero su campaña de guerra fue detenida por el meteoro que puso fin a la era de los dinosaurios, lo que obligó a la Tribu Druidon a huir al espacio, jurando que volverían como los gobernantes del mundo.
La Tribu Ryūsou se quedó en la tierra, junto con sus compañeros dinosaurios, los Kishiryū. La Tribu Ryūsou resistió la edad de hielo provocada por el gigantesco meteoro. Colocaron a sus compañeros Kishiryū en las RyūSouls y los sellaron en templos alrededor de todo el mundo.
El tiempo se ha movido y la Tribu Druidon ha regresado después de luchar en ambientes hostiles en todo el espacio, aumentando totalmente sus poderes. La Tribu Ryūsou que mantuvo a la Tierra a salvo en el pasado ha seleccionado nuevos caballeros: los Ryūsoulger para cumplir con su misión de luchar contra la Tribu Druidon.

## Personajes

### Ryūsoulger
Los Ryūsoulger son un grupo de caballeros que utilizan el poder de los antiguos dinosaurios conocidos como "Kishiryu" para luchar contra la malvada Tribu Druidon. El lema del equipo es "¡Estas espadas se usarán para la justicia!"
- Kōh (コウ Kō?)/Ryūsoul Red (リュウソウレッド RyuusouReddo?): Es el caballero del Valor. Es ingenuo y más infantil que los otros Ryūsoulgers, pero también es muy leal a ellos. Además, siguiendo el código de conducta de un caballero, opta por la opción con la menor cantidad de derramamiento de sangre inocente, se esfuerza para luchar en batalla, incluso cuando las probabilidades están en contra de su equipo. Su compañero es Tyramigo.[2]
- Melto (メルト Meruto?)/Ryūsoul Blue (リュウソウブルー RyuusouBurū?): Es el caballero de la Sabiduría. Melto se caracteriza por su calma, intelecto y sabiduría, se asombra con la nueva información y nunca olvida lo que ve una vez. Sin embargo, puede ser demasiado objetivo y, por lo tanto, volverse insensible a los sentimientos de los demás. Su compañero es Triken.[3]
- Asuna (アスナ Asuna?)/Ryūsoul Pink (リュウソウピンク RyuusouPinku?): Es la caballero del Vigor. Asuna es una chica amable y compasiva con una personalidad alegre y familiar. Ella exhibe mucha más decisión y coraje cuando se trata de tomar decisiones y no le gusta que Kōh se burle de ella por tener una fuerza monstruosa. Ella también es amigable y extrovertida. Su compañero es Ankyloze. Como el único miembro femenino del equipo cualquier cosa que ofenda a las mujeres,tiene que lidiar con ella.[4]
- Towa (トワ Towa?)/Ryūsoul Green (リュウソウグリーン RyuusouGurīn?): Es el caballero de la Prisa. Es el hermano menor de Bamba. Towa es una persona completamente segura y competitiva, No se preocupa demasiado y toma decisiones rápidas. Tiene la mentalidad de que "el fin justifica los medios" lo que lo lleva a una rivalidad con Kōh. Su compañero es TigerLance.[5]
- Bamba (バンバ Banba?)/Ryūsoul Black (リュウソウブラック RyuusouBurakku?): Es el caballero de la Realeza y el hermano mayor de Towa. Bamba es un tipo estoico, estricto, frío y que no hace tonterías. Opta siempre por la forma más conveniente o más fácil de solucionar problemas, pero debajo de ese exterior frío se encuentra el corazón de una persona que valora a la familia por encima de todo lo demás. No desea que Towa sufra ningún daño grave y consideraría incluso matar a los que de alguna forma lo afectan para aliviarle su dolor. Esta vulnerabilidad hace que Towa sea la única persona que consigue hacerlo cambiar de opinión, mostrando la fe de cada uno en el otro. Su compañero es MilNeedle.[6]
- Canalo (カナロ Kanaro?)/Ryūsoul Gold (リュウソウゴールド RyūsoruGōrudo?): Es el caballero de la Gloria. Canalo es un descendiente de la tribu Ryūsoul del Mar, cuya tribu se negó a participar en la lucha con sus compañeros Ryūsoul contra los Druidon hace 65 millones de años y desde entonces se han aislado en el fondo del mar. Sin embargo, debido a su largo exilio, la tribu ha experimentado un número cada vez menor en su población en la actualidad. Esto motiva a Canalo a aventurarse en el mundo de la superficie en busca de una esposa como un medio para preservar su linaje. Contrariamente a sus hermosos rasgos y posición en la alta sociedad, Canalo es bastante impopular en la mayoría de los círculos sociales debido a su extrema frugalidad y naturaleza perfeccionista. También es conocido por su disposición ligeramente esnob. Su compañero es MosaRex.[7]

### Aliados
- Master Red (マスターレッド Masutā Reddo?): Es un caballero veterano y el entrenador de su escudero, Kōh, quien heredó su Ryūsoul Ken.
- Master Blue (マスターブルー Masutā Burū?): Es un caballero veterano y el entrenador de su escudero, Melto, quien heredó su Ryūsoul Ken.
- Master Pink (マスターピンク Masutā Pinku?): Es una caballero veterana y la entrenadora de su escudera, Asuna, quien heredó su Ryūsoul Ken.
- Anciano de la Tribu Ryūsou (リュウソウ族の長老 Ryūsō Zoku no Chōrō?): Es el líder de la Tribu Ryūsou, que ha dirigido a los caballeros en la protección de los templos donde residen las RyuSouls.
- Ui Tatsui (龍井 うい Tatsui Ui?): Es la hija de Naohisa Tatsui y una YouTuber que se encuentra con los Ryūsoulgers.
- Naohisa Tatsui (龍井 うい Tatsui Ui?): Es un paleontólogo y el padre de Ui.
- Oto (オト Oto?): Es la hermana pequeña de Canalo. Al igual que Kōh, puede ser ingenua, pero debido a su edad más joven, es mucho más traviesa, atrevida y rebelde. También es lo suficientemente inteligente y manipuladora como para jugar bien delante de Canalo para engañarlo. Sin embargo, ella está muy apegada a su hermano mayor, Se siente atraída por Melto llegando sutilmente a lo sexual ya que suele insinuar que quiere hacer descendientes con él. Después de enterarse de que Nada es el portador actual de la armadura Gaisoulg, ella se decide a liberarlo de su influencia negativa.
- Seto (セトー Setō?)/Ryūsoul Brown (リュウソウブラウン Ryūsō Buraun?): Es un misterioso hombre encapuchado que se dice que habita en el limbo entre la luz y la oscuridad. Es un antiguo miembro de la tribu Ryūsou cuya alma despertó después de que Naohisa Tatsui entrara en su tumba. Desde entonces, posee el cuerpo de Naohisa para brindar consejos a los otros Ryūsoulgers.
- Nada (ナダ?)/Gaisoulg (ガイソーグ Gaisōgu?): Un antiguo escudero del Master Red que huyó de la tribu Ryūsou porque no fue elegido para ser Ryūsoulger. Escuchó que la tribu Druidon había regresado, y regresó en apariencia a ayudar a los Ryūsoulgers, pero en realidad tomó posesión de la misteriosa armadura conocida como Gaisoulg, creada por la Tribu Ryūsou, dedicada a encontrar al guerrero más fuerte entre los Super Sentai. Eventualmente, se reveló que la armadura estaba poseída por cantidades excesivas de odio, y a menudo se hará cargo del cuerpo más fuerte en las cercanías. Después de que la esencia del odio se libera y desaparece, la armadura Gaisoulg luego es utilizada definitivamente por Nada para ayudar a los Ryūsoulgers.
- Master Black (マスターブラック Masutā Burakku?): Es un caballero veterano y el entrenador de su escudero, Bamba, quien heredó su Ryūsoul Ken. Se vio obligado a unirse a la Tribu Druidon después de que Pricious tomara el control de su corazón y adoptó el alias de Saden (サデン?), Un general de la tribu Druidon con una mente táctica y lealtad absoluta a Pricious.

### Arsenal
- Ryūsoul Changer (リュウソウチェンジャー Ryūsou Chenjā?): Es el dispositivo de trasformación de los Ryūsoulgers, se activa con el comando de voz ¡Ryūsoul Change! (龍ソウルチェンジ Ryūsou chenji?)
- Ryūsoul Ken (リュウソウチェンジャー Ryūsou Chenjā?): Es el arma de los Ryūsoulgers. Cuando se combina con el Ryūsoul Changer y se usa una RyuSSoul, el usuario puede acceder a la armadura y los poderes basados en el RyūSoul insertado.
- Ryūsoul Calibur (リュウソウカリバー Ryūsou Karibā?): Es una espada legendaria que permite acceder a Ryūsoul Red y Ryūsoul Gold a su modo Noble.
- RyūSouls (リュウソウチェンジャー Ryūsou Chenjā?): Son unos artefactos que contienen el espíritu de los Kishiryū, cuando un Ryūsoulger las activa, obtiene acceso a diferentes poderes:
  - Red RyuSoul (レッドリュウソウル Reddo RyūSōru?): Contiene el espíritu del Tyrannosaurus, es usada por Ryūsoul Red para su transformación.
  - Blue RyuSoul (ブルーリュウソウル Burū RyūSōru?): Contiene el espíritu del Triceratops, es usada por Ryūsoul Blue para su transformación.
  - Pink RyuSoul (ピンクリュウソウル Pinku RyūSōru?): Contiene el espíritu del Ankylosaurus, es usada por Ryūsoul Pink para su transformación.
  - Green RyuSoul (グリーンリュウソウル Gurīn RyūSōru?): Contiene el espíritu del Smilodon, es usada por Ryūsoul Green para su transformación.
  - Black RyuSoul (ブラックリュウソウル Burakku RyūSōru?): Contiene el espíritu del Miragaia, es usada por Ryūsoul Black para su transformación.
  - Gold RyuSoul (ゴールドリュウソウル:Gōrudo RyūSōru?): Contiene el espíritu del Mosasaurus, es usada por Ryūsoul Gold para su transformación.
  - Tsuyo Soul (ツヨソウル Tsuyo Sōru?): Contiene el espíritu del Rauisuchus, permite que cualquiera que la use lance un poderoso ataque de rugido.
  - Nobi Soul (ノビソウル Nobi Sōru?): Contiene el espíritu del Lambeosaurus, permite que cualquiera que la use estire su cuerpo y se vuelva flexible.
  - Omo Soul (オモソウル Omo Sōru?): Contiene el espíritu del Brachiosaurus, permite que cualquiera que la use manipule la gravedad.
  - Haya Soul (ハヤソウル Haya Sōru?): Contiene el espíritu del Microraptor, permite que cualquiera que la use se vuelva más rápido en la batalla.
  - Kata Soul (カタソウル Kata Sōru?): Contiene el espíritu del Archelon, permite que cualquiera que la use se vuelva invulnerable a cualquier forma de ataque.
  - Kike Soul (キケソウル Kike Sōru?): Contiene el espíritu del Allosaurus permite que cualquiera que la use gane un sentido del oído aumentado.
  - Kusa Soul (クサソウル Kusa Sōru?): Contiene el espíritu del Quetzalcoatlus, permite que cualquiera que la use cree una niebla apestosa a su alrededor.
  - Mie Soul (ミエソウル Mie Sōru?): Contiene el espíritu del Iguanodon, mejora la vista de cualquiera que lo use, brindándole una visión telescópica que puede ayudarle a localizar a una persona u objeto.
  - Mukimuki Soul (ムキムキソウル Mukimuki Sōru?): Contiene el espíritu del Dilophosaurus, Cuando se usa, amplía los músculos de los brazos de su usuario a proporciones gigantescas y aumenta su fuerza.
  - Chiisa Soul (チイサソウル Chiisa Sōru?): Contiene el espíritu del Mapusaurus, le permite a cualquiera encoger su cuerpo.
  - Mabushi Soul (マブシソウル Mabushi Sōru?): Contiene el espíritu del Deinonychus, permite al usuario producir un poderoso destello de luz.
  - Mist Soul (ミストソウル Misuto Sōru?): Contiene el es espíritu del Protoceratops, permite al usuario producir una niebla capaz de revertir la petrificación.
  - Karu Soul (カルソウル Karu Sōru?): Contiene el espíritu del Archaeopteryx, permite al usuario hacer que cualquier persona o cualquier cosa sea más liviana.
  - Gyaku Soul (ギャクソウル Gyaku Sōru?): Contiene el espíritu del Parasaurolophus, permite que cualquiera que lo use repare objetos rotos.
  - Kotae Soul (コタエソウル Kotae Sōru?): Contiene el espíritu del Edmontosaurus, permite a su usuario obtener respuestas de cualquier persona.
  - Mikage Soul (ミガケソウル Migake Sōru?): Contiene el espíritu del Pachycephalosaurus, genera un lìquido viscoso que hace resbalar a cualquiera que lo pise.
  - Kunkun Soul (クンクンソウル Kunkun Sōru?): Contiene el espíritu del Maiasaura, permite a su usuario mejorar el sentido del olfato.
  - Pukupuku Soul (プクプクソウル Pukupuku Sōru?): Contiene el espíritu del Altirhinus, hace que su objetivo flote en el aire.
  - Fue Soul (フエソウル Fue Sōru?): Contiene el espíritu del Troodon, permite a su usuario manifestar un duplicado de sí mismo.
  - Kakure Soul (カクレソウル Kakure Sōru?): Contiene el espíritu del Megalosaurus, permite a su usuario volverse invisible.
  - Nemu Soul (ネムソウル Nemu Sōru?): Contiene el espíritu del Cryolophosaurus, permite a su usuario hacer que cualquiera se duerma.
  - Mawari Soul (マワリソウル Mawari Sōru?): Contiene el espíritu del Utahraptor, permite a su usuario hacer que cualquiera gire.
  - MeraMera Soul (メラメラソウル MeraMera Sōru?): Contiene el espíritu del Dimetrodon, permite a su usuario acceder a su forma MeraMera Armor, que le permite al usuario usar ataques basados en fuego.
  - BiriBiri Soul (ビリビリソウル BiribiriSōru?): Contiene el espíritu del Spinosaurus, permite a Ryūsoul Gold acceder a su forma BiriBiri Armor, que le permite al usuario usar ataques basados en rayos.
  - Yawaraka Soul (ヤワラカソウル YawarakaSōru?): Contiene el espíritu del Struthiomimus, puede hacer cualquier cosa suave.
  - Kurayami Soul (クラヤミソウル KurayamiSōru?): Contiene el espíritu del Velociraptor, permite a su usuario acceder a su forma Kurayami Armor, que le permite al usuario usar ataques basados en oscuridad.
  - Kagayaki Soul (カガヤキソウル KagayakiSōru?): Contiene el espíritu del Velociraptor, permite a su usuario acceder a su forma Kagayaki Armor, que le permite al usuario usar ataques basados en luz.
  - Cosmo Soul (コスモソウル KosumoSōru?): Contiene el espíritu del Velociraptor, permite a su usuario acceder a su forma Cosmo Armor, que le permite al usuario usar ataques basados en el cosmos.
  - Doshin Soul (ドッシンソウル DosshinSōru?): Contiene el espíritu del Stygimoloch, permite a su usuario acceder a su forma Doshin Armor, que le permite al usuario usar ataques basados en tierra.
  - ByuByu Soul (ビュービューソウル ByūbyūSōru?): Contiene el espíritu del Carnotaurus, permite a su usuario acceder a su forma ByuByu Armor, que le permite al usuario usar ataques basados en viento.
  - HieHie Soul (ヒエヒエソウル HiehieSōru?): Contiene el espíritu del Pterosaurus, permite a su usuario acceder a su forma HieHie Armor, que le permite al usuario usar ataques basados en hielo.

### Mechas
- KishiryūOh (キシリュウオー Kishiryūō?): Es la combinación de los Kishiryū (騎士竜 Kishiryū?) de los Ryūsoulger. Cada Kishiryū combinarse individualmente con Tyramigo o pueden combinarlse los cinco para alternar entre dos formas, KishiryuOh Fortress (キシリュウオーフォートレス Kishiryūō Fōtoresu?) y KishiryuOh Five Knights (キシリュウオーファイブナイツ Kishiryūō Faibu Naitsu?).[8]
  - Kishiryū Tyramigo (騎士竜ティラミーゴ Kishiryū Tiramigo?): Es el Kishiryū de Ryūsoul Red, está basado en un Tiranosaurio Rex y forma la parte central, las piernas y el escudo de KishiryūOh.[9]
  - Kishiryū Triken (騎士竜トライケン Kishiryū Toraiken?): Es el Kishiryū de Ryūsoul Blue, está basado en un Triceratops y forma el brazo derecho de KishiryūOh.[10]
  - Kishiryū Ankyloze (騎士竜アンキロース Kishiryū Ankirōsu?): Es el Kishiryū de Ryūsoul Pink, está basado en un Ankylosaurus y forma el brazo izquierdo de KishiryūOh.[11]
  - Kishiryū TigerLance (騎士竜タイガーランス Kishiryū Taigāransu?): Es el Kishiryū de Ryūsoul Green, está basado en un Tigre dientes de sable y forma la cintura y la espada de KishiryūOh.[12]
  - Kishiryū MilNeedle (騎士竜ミルニードル Kishiryū Mirunīdoru?): Es el Kishiryū de Ryūsoul Black, está basado en un Miragaia y forma el pecho y el escudo de KishiryūOh.[13]
- KishiryūNeptune (キシリュウネプチューン KishiRyūNepuchūn?): Es la cominación de MosaRex y las AmmoKnuckes. Es rápido y ágil, pero hábil en el combate bajo el agua.[14]
  - Kishiryū MosaRex (騎士竜モサレックス Kishiryu MosaRekkusu?): Es el Kishiryū de Ryūsoul Gold, basado en un Mosasaurus, está armado con una hoja afilada en su cola, lanzamisiles gemelos de cuatro disparos (uno en su lado izquierdo y derecho debajo de cada aleta), y sus propias mandíbulas enormes. Además, es capaz de volar. Forma la cabeza y el cuerpo de KishiryūNeptune.[15]
  - AmmoKnucles (アッモナックルズ AmmoNakkuruzu?): Son un par de Kishiryū auxiliares. Están basadas en Amonitas. Poseen tentáculos de estilo tridente y forman las manos de KishiRyuNeptune.[16]
- Kishiryū SpinoThunder (騎士竜スピノサンダー Kishiryū SupinoSandā?): Es la combinación de Mosarex y Dimevolcano, basado en un Spinosaurus, está armado con un tridente en su cola, un abanico llameante en su espalda y sus enormes mandíbulas. SpinoThunder también tiene la capacidad de lanzar rayos desde su boca o su abanico.[17]
  - Kishiryū DimeVolcano (騎士竜ディメボルケーノ Kishiryū Dimeborukēno?): Es un Kishiryū auxiliar basado en un Dimetrodon, DimeVolcano otorga las habilidades de la MeraMera Armor. En combate, puede arrojar fuego de su boca y usa el abanico con forma de llama en su espalda como arma.[18]
- Kishiryū Cosmoraptor (騎士竜コスモラプター Kishiryū KosumoRaputā?): Es la combinación de ShineRaptor y ShadowRaptor, basado en un Velociraptor, Puede otorgar las habilidades de la Cosmo Armor.[19]
  - Kishiryū ShineRaptor (騎士竜シャインラプター Kishiryū ShainRaputā?):  Es un Kishiryū auxiliar basado en un Velociraptor y puede otorgar las habilidades de la Kagayaki Armor. En combate, genera una luz capaz de curar y puede viajar a la velocidad de la luz.[20]
  - Kishiryū ShadowRaptor (騎士竜シャドーラプター Kishiryū ShadōRaputā?):  Es un Kishiryū auxiliar basado en un Velociraptor y puede otorgar las habilidades de la Kurayami Armor. En combate, genera un agujero negro y puede atacar desde la oscuridad.[21]
- Kishiryū Pachygaroo (騎士竜パキガルー Kishiryū Pakigarū?) y Kishiryū Chibigaroo (騎士竜チビガルー Kishiryū Chibigarū?): Son un par de Kishiryū auxiliares basados en un Stygimoloch que pueden otorgar las habilidades de la Doshin Armor. En combate, atacan con sus puños y su cola.[22]
- King KishiRyūō (キングキシリュウオー Kingu KishiRyūō?): Es la combinación entre Tyramigo, MosaRex y Pterardon.[23]
  - Kishiryū Pterardon (騎士竜プテラードン Kishiryū Puterādon?): Es un Kishiryū auxiliar basado en un Pterosaurus y puede otorgar las habilidades de la HieHie Armor. Puede adoptar una forma oculta llamada Pi-tan (ピーたん Pītan?) para pasar inadvertivo y en combate puede disparar un rayo de energía congelante desde su pico y puede alcanzar el vuelo espacial.[24]

### Tribu Druidon
La Tribu Druidon (ドルイドン族 Doruidon Zoku?) es una tribu malvada que atacó la Tierra durante la época de los dinosaurios y luchó contra los Kishiryū y los Caballeros, antes de escapar de la gran extinción del gigante meteorito. Después de 65,000,000 de años a la deriva, han regresado a la Tierra para terminar lo que  habían comenzado.
- Eras (エラス Erasu?): es la líder de la tribu Druidon. Se dice que ella es el Gran Poder de la Tribu y su madre. Como la progenitora de todos los Druidon, Eras es una enemiga muy poderosa que luchó contra los antepasados de la Tribu Ryūsoul antes de ser sellado por la Ryūsoul Calibur dentro del Templo del Inicio. Cuando Seto se enteró de que estaba drenando la energía de la espada, se vio obligado a que los Ryūsoulgers la recuperaran para salvarla. Con el sello roto, Eras pudo revivir gradualmente y crear nuevos Generales Druidon para servirla.[25]
- Tankjō (タンクジョウ Tankujō?): Es un despiadado, sádico y cruel general de la Tribu Druidon que desea derrotar a los Ryūsoulger y conquistar el mundo. Está armado con una gigantesca espada y puede disparar rayos de energía destructiva o chorros de llamas desde el cañón en su pecho después de insertar balas redondas en las aberturas en la parte posterior de cada hombro.[26]
- Wizerū (ワイズルー Waizurū?): Es un hechicero de la Tribu Druidon. Wizerū es el cerebro del Ejército Druidon. Tiene un ego enorme y le encanta el centro de atención. A pesar de sus excentricidades, es muy calculador, manipulador y peligroso, pero también puede ser respetuoso ante un desafío. Está armado con un bastón y tiene la capacidad de manipular a las personas con hipnosis.[27]
- Gachireus (ガチレウス Gachireusu?): Es un general Druidón que ha jurado destruir a la tribu Ryūsoul. Gachireus parece ser el General más arrogante de la Tribu Druidon, ya que cada vez que alguien le hace una pregunta, casi siempre responde con otra pregunta, rara vez dando una respuesta adecuada, demostrando que solo se preocupa por salirse con la suya mientras previene a otros. De hacerlo así, sean aliados o enemigos.[28]
- Uden (ウデン?): Un asesino Druidon bélico y silencioso. Está armado con un ninjatō y es capaz de absorber a sus objetivos  en una dimensión personal similar a un laberinto para poder usar sus poderes contra ellos.[29]
- Pricious (プリシャス Purishasu?): Una general de la tribu Druidon traicionera y hambrienta de poder. Está armada con una naginata y es capaz de usar una baraja de cartas con diversos efectos.[30]
- Gunjoji (ガンジョージ Ganjōji?): Son dos hermanos, los más joven de los generales Druidon creados los tiempos modernos. Están armados con un arma de múltiples cañones en su pecho capaz de disparar múltiples rondas de energía y pueden lanzar granadas de artillería.[31]
- Yabasword (ヤバソード Yabasōdo?): Es el segundo general más joven de la tribu, creado por Eras con horas de diferencia. Tiene una hoja grande en lugar de su brazo derecho y está armado con un Tantō, del cual puede disparar ondas de energía.[32]
- Kleon (クレオン Kureon?): Es un miembro de la Tribu Druidon, responsable de convertir a los humanos en monstruos.[33]
- Drunn Soldiers (ドルン兵 Dorun-hei?): Son los soldados de campo de la Tribu Druidon, están armados con lanzas y escudos.[34]

## Episodios
1. Que Boom!! Ryusoulger (ケボーン！竜装者(リュウソウジャー) Kebōn! Ryūsōjā?)[35]
2. El alma es una (ソウルをひとつに Sōru o Hitotsu ni?)[36]
3. La mirada maldita (呪いの視線 Noroi no Shisen?)[37]
4. ¡¡Dragón y tigre!! La batalla más rápida (竜虎！！最速バトル Ryūko!! Saisoku Batoru?)[38]
5. El perro guardián del infierno (地獄の番犬 Jigoku no Banken?)[39]
6. ¡¡Contraataque!! Tankjō (逆襲!!　タンクジョウ Gyakushū!! Tankujō?)[40]
7. La princesa de Cepeus (ケペウス星の王女 Kepeusu-sei no Ōjo?)[41]
8. La voz cantante del milagro (奇跡の歌声 Kiseki no Utagoe?)[42]
9. El extraño cofre del tesoro (怪しい宝箱 Ayashii Takarabako?)[43]
10. El contraataque invencible (無敵のカウンター Muteki no Kaunntā?)[44]
11. El acertijo del rey de las llamas (炎のクイズ王 Honō no Kuizu ō?)[45]
12. La Ilusión abrasadora (灼熱の幻影 Shakunetsu no Gen'ei?)[46]
13. ¿¡La primera ministra es de la tribu Ryūsoul!? (総理大臣はリュウソウ族!? Sōri Daijin wa Ryuusou-Zoku!??)[47]
14. El caballero dorado (黄金の騎士 Ōgon no Kishi?)[48]
15. El rey del mar profundo (深海の王 Shinkai no ō?)[49]
16. El deseo que se hundió en el mar (海に沈んだ希望 Umi ni Shizunda Kibō?)[50]
17. El chico duro capturado (囚われの猛者 Toraware no Mosa?)[51]
18. ¡Gran agarre! ¡Transformación Imposible! (大ピンチ！変身不能！ Dai Pinchi! Henshin Funō!?)[52]
19. El Ataque a Tyramigo (進撃のティラミーゴ Shingeki no Tiramigo?)[53]
20. El artista supremo (至高の芸術家 Shikō no Geijutsuka?)[54]
21. Kishiryū de luz y oscuridad (光と闇の騎士竜 Hikari to Yami no Kishiryū?)[55]
22. ¿¡La vida de los muertos!? (死者の生命！？ Shisha no Seimei!??)[56]
23. La RyūSoul fantasma (幻のリュウソウル Maboroshi no RyūSōru?)[57]
24. Karate Dojo del amor (恋の空手道場 Koi no Karate Dōjō?)[58]
25. El baile de Kleon (踊るクレオン Odoru Kureon?)[59]
26. El séptimo caballero (七人目の騎士 Nana Hitome no Kishi?)[60]
27. Los puños sin igual (天下無双の拳 Tenka Musō no Ken?)[61]
28. Micro ataque y defensa (ミクロの攻防 Mikuro no Kōbō?)[62]
29. El matrimonio de Canalo (カナロの結婚 Kanaro no Kekkon?)[63]
30. ¡Derrocamiento! Alta especificación (打倒！高スペック Datō! Kō Supekku?)[64]
31. Melodía del cielo (空からのメロディ Sora Kara no Merodi?)[65]
32. Cuando cesa la lluvia de odio (憎悪の雨が止む時 Zōo no Ame ga Yamu Toki?)[66]
33. Nuevo asesino (新たなる刺客 Aratanaru Shikaku?)[67]
34. ¡Aparece el dragón espacial! (宇宙凶竜現る！ Uchū Kyō Ryū Genru!?)[68]
35. La mayor batalla de la tierra (地球最大の決戦 Chikyū Saidai no Kessen?)[69]
36. Guardaespaldas súper veloz (超速のボディガード Chōsoku no Bodigādo?)[70]
37. ¡Nacimiento! El mejor equipo dual (誕生！最恐タッグ Tanjō! Saikyō Taggu?)[71]
38. El templo del cielo (天空の神殿 Tenkū no Shinden?)[72]
39. La noche santa robada (奪われた聖夜 Ubawareta Seiya?)[73]
40. Pesadilla en la niebla (霧の中の悪夢 Kiri no Naka no Akumu?)[74]
41. La espada sagrada desaparecida (消えた聖剣 Kieta Seiken?)[75]
42. El escenario decisivo (決戦のステージ Kessen no Sutēji?)[76]
43. Madre de los Druidon (ドルイドンの母 Doruidon no Haha?)[77]
44. Vínculos probados (試されたキズナ Tamesa Reta Kizuna?)[78]
45. ¡Recupera tu corazón! (心臓を取り戻せ！ Shinzō o Torimodose!?)[79]
46. Noble Kishiryū (気高き騎士竜たち Kedakaki Kishiryū-tachi?)[80]
47. Entre la felicidad y la desesperación (幸福と絶望の間で Kōfuku to Zetsubō no ma de?)[81]
48. La voluntad de la tierra (地球の意志 Chikyū no Ishi?)[82]

### Películas
- Kishiryū Sentai Ryūsoulger The Movie: Time Slip! Dinosaur Panic!! (騎士竜戦隊リュウソウジャー THE MOVIE タイムスリップ！恐竜パニック!! Kishiryū Sentai Ryuusoujā THE Mūbī Taimu Surippu! Kyōryū Panikku!!?): Estrenada el 26 de julio de 2019[83]
- Kishiryu Sentai Ryusoulger VS Lupinranger VS Patranger (騎士竜戦隊リウソウジャーＶＳルパンレンジャーＶＳパトレンジャー Kishiryū Sentai Ryuusoujā Bui Esu Rupanrenjā Bui Esu Patorenjā?): Película crossover de Ryūsoulger con su serie predecesora Kaitō Sentai Lupinranger VS Keisatsu Sentai Patranger. Estrenada 8 de febrero de 2020.[84]

## Reparto
- Kōh: Hayate Ichinose
- Melto: Keito Tsuna
- Asuna: Ichika Osaki
- Towa: Yuito Obara
- Banba: Tatsuya Kishida
- Canalo: Katsumi Hyodo
- Master Red: Masaya Kikawada
- Master Blue: Jōji Shibue
- Master Pink: Miyū Sawai
- Anciano de la Tribu Ryūsou: Jirō Dan
- Ui Tatsui: Mana Kinjo (†)
- Naohisa Tatsui, Seto: Mitsuru Fukikoshi
- Oto: Sora Tamaki
- Nada: Seiya Osada
- Master Black, Saden: Masaru Nagai
- Gaisoulg: Tomokazu Seki
- Tyramigo: Masaki Terasoma
- Tankjō: Jōji Nakata
- Wizerū: Hikaru Midorikawa
- Gachireus: Tetsu Inada
- Uden: Pile Volcano Ota
- Pricious, Eras: Romi Park
- Gunjoji: Tomoaki Maeno
- Yabasword: Kōzō Shioya
- Kleon: Ryōko Shiraishi
- Narrador: Kazuya Ichijō

## Temas Musicales

### Tema de apertura
- Kishiryū Sentai Ryūsoulger (騎士竜戦隊リュウソウジャー Kishiryū Sentai Ryūsōjā?)[85]
  - Letra: Mike Sugiyama[85]
  - Composición: Kentarō Sonoda[85]
  - Arreglos: Masato Kōda[85]
  - Intérprete: Tomohiro Hatano[85]

### Tema de cierre
- Que Booom! Ryusoulger (ケボーン！リュウソウジャー Kebōn! Ryūsōjā?)[85]
  - Letra: KOCHO[85]
  - Composición: Kōsuke Okui[85]
  - Arreglos: Takeshi Nakatsuka[85]
  - Intérprete: Sister Mayo[85]